# Сапоженков, Григорий Тимофеевич
Григорий Тимофеевич Сапоженков (1932—2009) — советский токарь, Герой Социалистического Труда (1977).

## Биография
Григорий Тимофеевич Сапоженков родился 4 февраля 1932 года в селе Петровка (ныне — Калужской области). В 1941 году вместе с семьёй переехал в город Кунцево (ныне — в черте Москвы). В 1947 году Сапоженков окончил семь классов школы, после чего устроился фрезеровщиком на Государственный союзный завод № 304 (ныне — Московский радиотехнический завод). В 1953—1954 годах проходил службу в Советской Армии. После демобилизации вернулся на завод, с 1956 года работал токарем-расточником.
Являлся токарем высшего класса, постоянно перевыполнял месячные планы на 145—150 %, девятую пятилетку выполнил досрочно, на 9 месяцев раньше срока, а план на 1976 год выполнил за 11 месяцев и 1 неделю.
Закрытым Указом Президиума Верховного Совета СССР от 9 июня 1977 года за «успехи в выполнении и перевыполнении плана 1976 года и принятых социалистических обязательств» Григорий Тимофеевич Сапоженков был удостоен высокого звания Героя Социалистического Труда с вручением ордена Ленина и медали «Серп и Молот».
Проживал в Москве. Умер 21 апреля 2009 года, похоронен на Хованском кладбище Москвы.
Был также награждён орденом Трудового Красного Знамени и медалью.